# Newsweek
Newsweek est un magazine d'actualité généraliste américain, fondé en 1933. Publié à New York de façon hebdomadaire, il était diffusé à 3 millions d'exemplaires aux États-Unis et à 4 millions d'exemplaires dans le monde entier avant son passage au tout-numérique en 2012.

## Historique

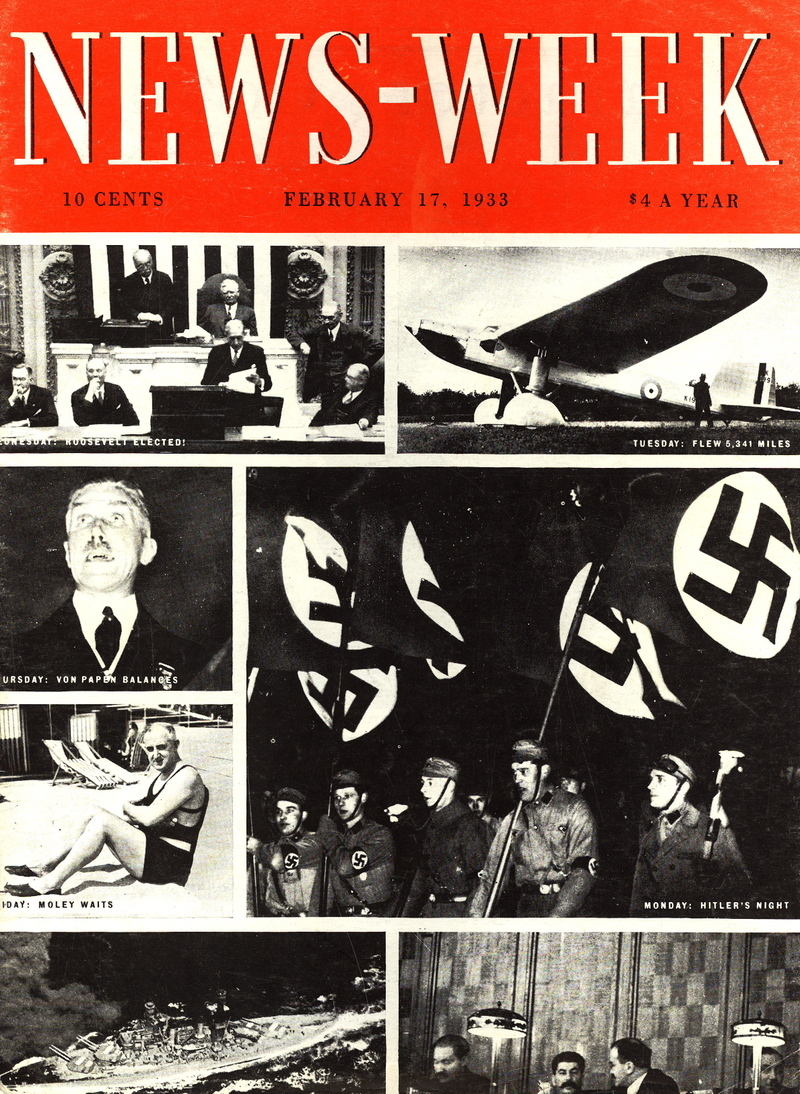
Couverture du premier numéro de News-Week.

Fondé en 1933, il était encore en 2004 le deuxième grand hebdomadaire d'actualité américain. Racheté par The Washington Post en 1961, il était diffusé dans 190 pays dont une édition en arabe pour le Moyen-Orient depuis 2000.
Le 2 août 2010, The Washington Post Company annonce la revente du magazine, lourdement déficitaire, à Sidney Harman (en), fondateur du groupe Harman International Industries. Cette décision conclut près de cinquante ans de présence de Newsweek au sein du groupe de presse précédent. En novembre 2010, le nouveau propriétaire fusionne le média Newsweek à un média sur internet, The Daily Beast, avec une seule rédactrice en chef à la fois du site et de l'hebdomadaire sur papier, Tina Brown, une personnalité de la presse américaine. « Je vois Newsweek et The Beast comme un mariage entre la profondeur journalistique de Newsweek et la vitalité versatile que The Daily Beast a installée sur le Web », explique-t-elle.
Après avoir subi une chute de moitié de ses lecteurs en vingt ans, et une perte de 22 millions de dollars en 2012, Newsweek annonce le 18 octobre 2012 son passage au tout-numérique. L'hebdomadaire publie ce qui est censé être sa dernière édition papier le 31 décembre 2012.
Tina Brown quitte la rédaction en chef en 2013. En 2014, l'hebdomadaire, racheté par IBT Media (en), copropriété du Français Étienne Uzac, fait son retour au format papier.
En plus de l'édition principale en anglais, le site compte des éditions en espagnol, espagnol rioplatense, japonais, coréen,  polonais, serbe, arabe, turc, ainsi que Newsweek International qui publie en anglais.
Fin 2018, le magazine redevient indépendant, après qu'IBT Media tombe sous le coup d'une enquête mettant en cause sa gestion.

## Ligne éditoriale
Les journalistes Serge Halimi et Pierre Rimbert portent un regard critique sur l'attitude d'une partie de la presse américaine à l'égard de l'Iran, notamment Newsweek, qui se livrerait à une « surenchère » anti-iranienne.
Selon le Southern Poverty Law Center, depuis la nomination de Josh Hammer à la tête de la section opinions de Newsweek en mai 2020, le magazine est devenu « un sanctuaire pour les articles d'opinion rédigés par des militants de droite radicale »